# Marbella Open 1997 - Qualificazioni doppio
Le qualificazioni del doppio  del Marbella Open 1997 sono state un torneo di tennis preliminare per accedere alla fase finale della manifestazione. I vincitori dell'ultimo turno sono entrati di diritto nel tabellone principale. In caso di ritiro di uno o più giocatori aventi diritto a questi sono subentrati i lucky loser, ossia i giocatori che hanno perso nell'ultimo turno ma che avevano una classifica più alta rispetto agli altri partecipanti che avevano comunque perso nel turno finale.
Le qualificazioni del doppio del torneo Marbella Open 1997 prevedevano 4 coppie partecipanti di cui una è entrata nel tabellone principale.

## Teste di serie
1. Oscar Martinez Dieguez /  Fernando Vicente (Qualificati)

1. Diego Lozano-Villalba /  Fernando Sanchez-Martinez (ultimo turno)

## Qualificati
1. Oscar Martinez Dieguez  /   Fernando Vicente

## Tabellone

### Legenda
| - Q = Qualificato - WC = Wild card - LL = Lucky loser | - ALT = Alternate - SE = Special Exempt - PR = Protected Ranking | - w/o = Walkover - r = Ritirato - d = Squalificato |

|  | Primo turno | Primo turno                                     | Primo turno                                     | Primo turno | Primo turno |  |  | Ultimo turno | Ultimo turno                                    | Ultimo turno                                    | Ultimo turno | Ultimo turno |  |
|  |             |                                                 |                                                 |             |             |  |  |              |                                                 |                                                 |              |              |  |
|  | 1           | Oscar Martinez Dieguez Fernando Vicente         | Oscar Martinez Dieguez Fernando Vicente         | 6           | 6           |  |  |              |                                                 |                                                 |              |              |  |
|  |             | Javier Garcia-Sintes Daniel Navas-Arranz        | Javier Garcia-Sintes Daniel Navas-Arranz        | 4           | 2           |  |  | 1            | Oscar Martinez Dieguez Fernando Vicente         | Oscar Martinez Dieguez Fernando Vicente         | 6            | 7            |  |
|  | 2           | Diego Lozano-Villalba Fernando Sanchez-Martinez | Diego Lozano-Villalba Fernando Sanchez-Martinez | 6           | 6           |  |  | 2            | Diego Lozano-Villalba Fernando Sanchez-Martinez | Diego Lozano-Villalba Fernando Sanchez-Martinez | 4            | 5            |  |
|  |             | Juan Carlos Ferrero Alex Rendon                 | Juan Carlos Ferrero Alex Rendon                 | 2           | 3           |  |  |              |                                                 |                                                 |              |              |  |